# Příživnictví

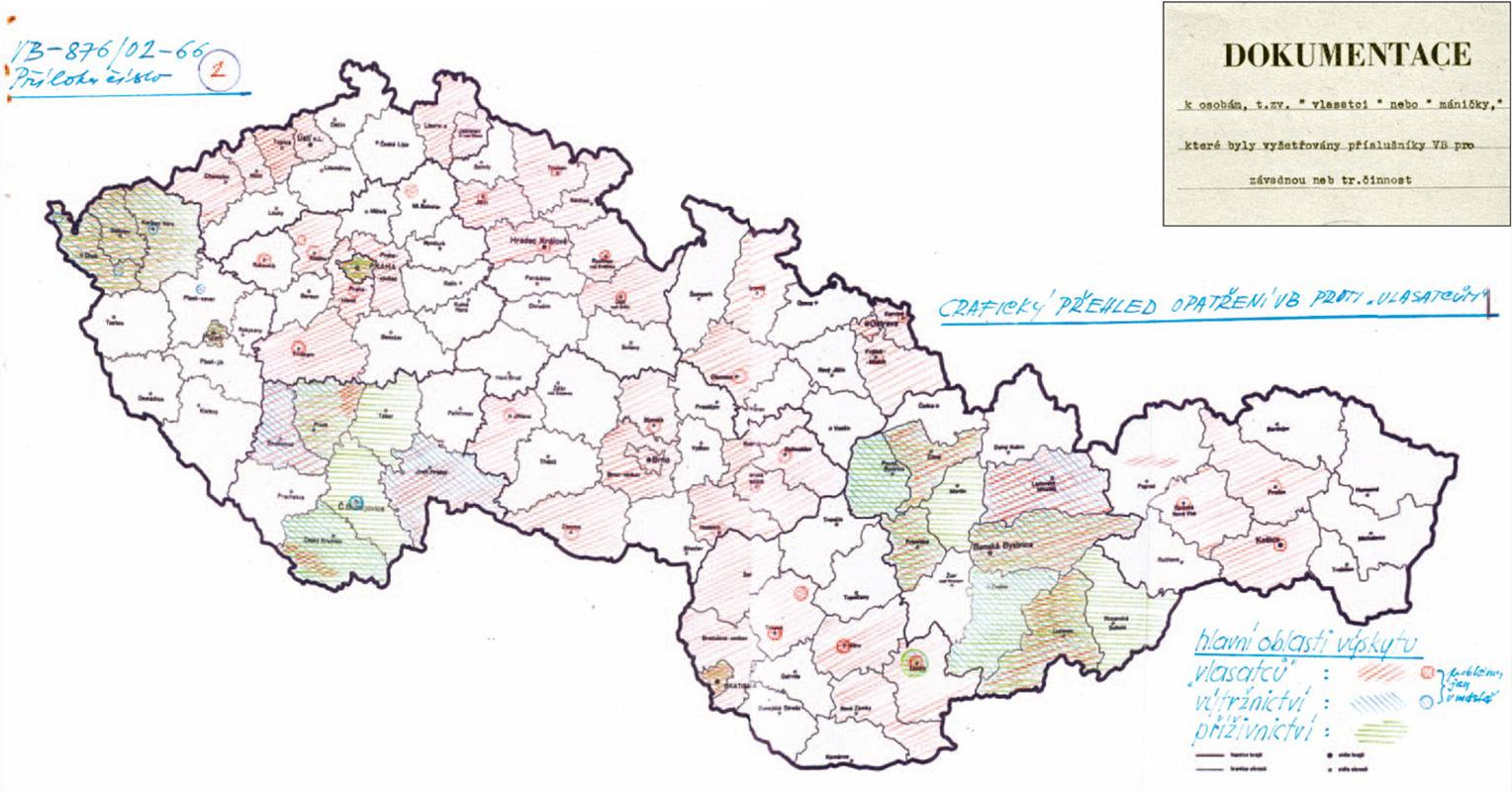
Mapa vlasatců, výtržníků a příživníků Ministerstva vnitra ČSSR z roku 1966

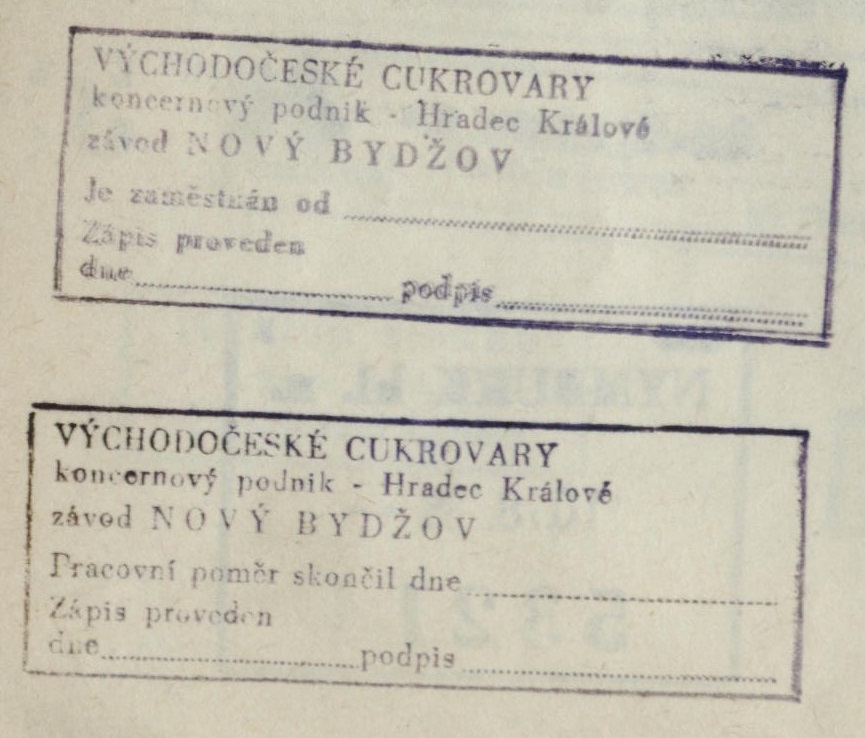
Razítka v občanském průkazu sloužila příslušníkům VB ke kontrole, zda je občan zaměstnán nebo se dopouští příživnictví

Příživnictví byl trestný čin, za který byli v období komunistického režimu v Československu od roku 1957 postihováni ti, kteří se soustavně vyhýbali „poctivé práci“ a dávali se někým vydržovat, nebo si prostředky k obživě opatřovali jiným „nekalým způsobem“. Tak byli trestáni i ti, kteří by se např. chtěli živit samostatně bez příslušných povolení, která byla pro samostatnou výdělečnou činnost povinná. Původně za příživnictví hrozil trest odnětí svobody do dvou let, od roku 1965 byl ale zvýšen až na tři roky. Tento trestný čin byl zrušen až v polovině roku 1990.

## Sociální parazitismus
Sociální parazitismus (z řečtiny parasitos = příživník) je stav, kdy jedinec, rodina, sociální skupina či vrstva žijí na úkor jiných lidí či politického a hospodářského systému. Jedná se o negativní sociologický jev a formy jeho projevu jsou rozmanité. Společným prvkem je však neadekvátní vyrovnání užitných či směnných hodnot za vlastní práci. Za sociální parazity mohou být pokládáni všichni, kdo sami nepracují. Mezi ně lze zařadit například osoby žijící z dědictví, pronájmů, případně rentiéry nebo například osoby žijící z příjmu ostatních osob.

### Typy
Sociální parazitismus v rámci sociologie vychází z biologického prostředí. Typický příklad lze spatřit u mravenčích kolonií. Existují 3 hlavní typy.
Dočasný si lze vysvětlit například na principu státního převratu, kdy si skupina jedinců povětšinou za užití síly podmaní společnost a užívá jejich prostředků k dosažení vlastních cílů. Dočasný je právě proto, že se mu nepovede v rámci zhoršení socioekonomické úrovně se déle udržet.
Dočasně hnízdící lze popsat na principu volného jezdce. Lze např. uvést opakující se jev častého stěhování obchodních korporací do zemí s nižší daňovou zátěží; tím se vyhýbají přispívání do státních rozpočtů zemí, ve kterých působí. Dočasně hnízdící je však je pouze proto, že jakmile země, do které se přestěhovali, změní daňovou politiku a pro korporaci již nebude tolik výhodné, tak se přesune jinam.
Zotročující – otroctví v lidských společnostech bylo donucovacím systémem, který udržoval lidskou mobilizaci. Jedná se o typický příklad sociálního parazitismu, kdy jedna skupina využívá zdrojů podněcovaných osob. V 21. století lze otroctví objevit například v Súdánu. Zotročující sociální parazitismus se projevuje dlouhodobějším trváním a komplexně postaveném systému společnosti. Otroctví může mít původ v biologii, jelikož ho nalézáme i v mravenčích koloniích.

### Formy
Formy lze rozdělit do dvou kategorií, a to eticky snadno posuditelné nebo takové, kde je samotný sociální parazitismus skrytý svojí legitimitou.
Mezi eticky snadno posuditelné formy se řadí například korupce, okrádání ostatních či rozkrádání státního nebo soukromého majetku. Zde je očividné, že se jedná o nespravedlivé pořizování majetku a lze ho trestat. Toto jednání je možné označit jako sociálně patologické.
Do sociálního parazitismu, jenž je skrytý svojí legitimitou, se řadí zneužívání sociálního systému (život z podpory v nezaměstnanosti, přídavků na děti, dávek pěstounské péče, nemocenského pojištění, prostředků z charit apod.). Užívání těchto praktik může být často v souladu se zákonem, avšak otvírá se zde otázka etiky, která u některých členů společnosti může vyvolávat rozhořčení. Zneužívání sociálních dávek je častým jevem ve státech se sociálním systémem, který není schopen cíleně mířit podporu a může tak docházet ke snadnému zneužívání.